# سانت غالن

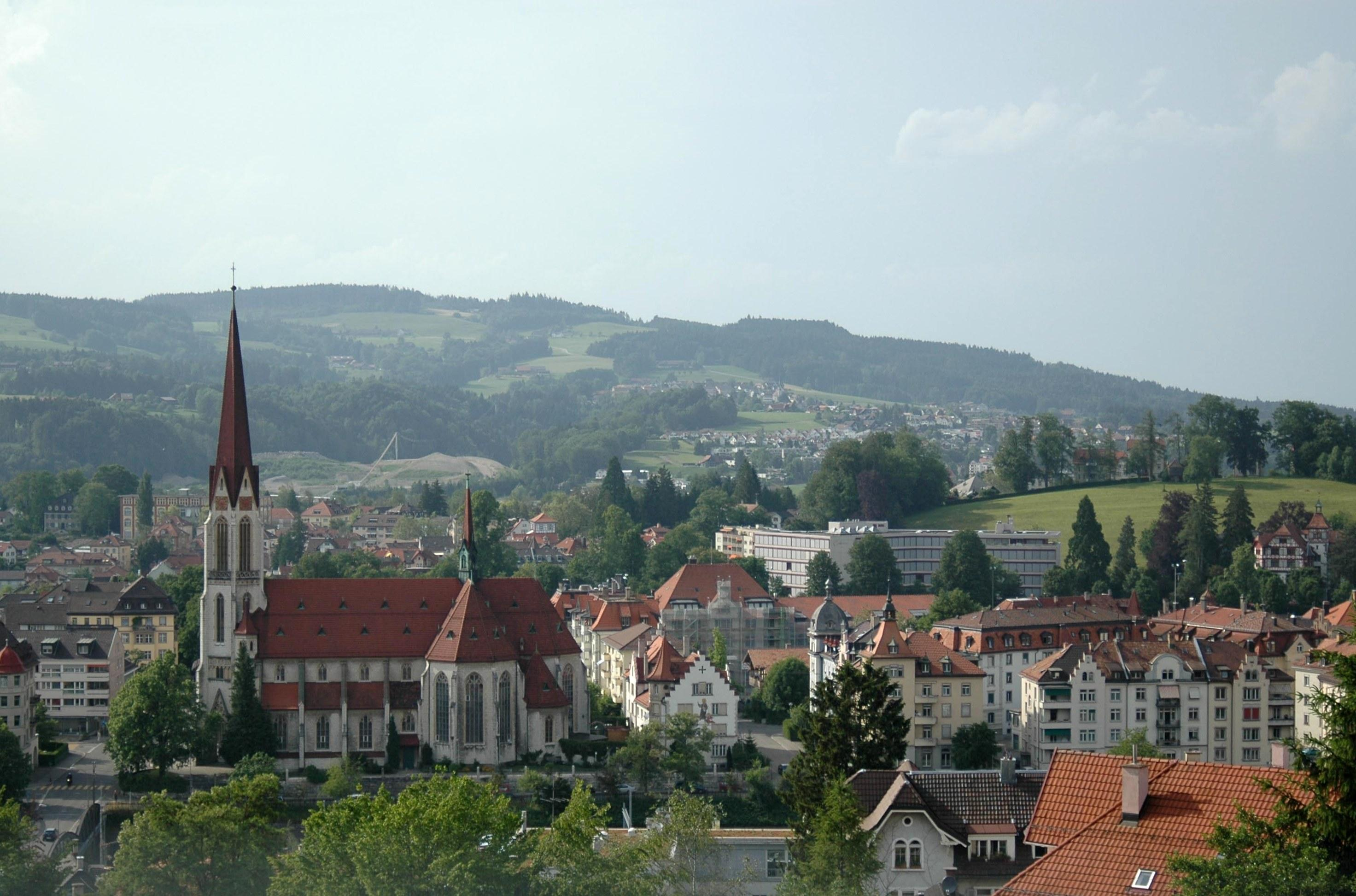
سانت غالن

سانت غالن ()(بالألمانية: Sankt Gallen)، و(بالفرنسية: Saint-Gall)‏، و(بالإيطالية: San Gallo)‏، و(بالرومانشية:Son Gagl) هي عاصمة إقليم كانتون سانت جالن في سويسرا. أُسِّسَتْ في القرن السابع الميلادي. أما في العصر الحديث؛ فهي مدينة عصرية منفتحة على العالم، وتمتاز بالنقل الجيد بينها وبين باقي مدن سويسرا ومع ألمانيا، وعدد سكان المدينة هو 74,867 نسمة حسب إحصائيات عام 2003.
قضى غوستاف الرابع أدولف ملك السويد سابقًا آخر سنين عمره في سانت غالن، ومات فيها عام 1837 م.
وتوجد في المدينة بناية مشهورة وهي كنيسة باسم المدينة، ومنذ عام 1983 م تعتبر من التراث العالمي حسب منظمة اليونيسكو.

## المناخ
يظهر الجدول التالي التغييرات المناخية على مدار السنة لسانت غالن:
| البيانات المناخية لـسانت غالن      | البيانات المناخية لـسانت غالن | البيانات المناخية لـسانت غالن | البيانات المناخية لـسانت غالن | البيانات المناخية لـسانت غالن | البيانات المناخية لـسانت غالن | البيانات المناخية لـسانت غالن | البيانات المناخية لـسانت غالن | البيانات المناخية لـسانت غالن | البيانات المناخية لـسانت غالن | البيانات المناخية لـسانت غالن | البيانات المناخية لـسانت غالن | البيانات المناخية لـسانت غالن | البيانات المناخية لـسانت غالن |
| الشهر                              | يناير                         | فبراير                        | مارس                          | أبريل                         | مايو                          | يونيو                         | يوليو                         | أغسطس                         | سبتمبر                        | أكتوبر                        | نوفمبر                        | ديسمبر                        | المعدل السنوي                 |
| ---------------------------------- | ----------------------------- | ----------------------------- | ----------------------------- | ----------------------------- | ----------------------------- | ----------------------------- | ----------------------------- | ----------------------------- | ----------------------------- | ----------------------------- | ----------------------------- | ----------------------------- | ----------------------------- |
| متوسط درجة الحرارة الكبرى °م (°ف)  | 2.5 (36.5)                    | 3.3 (37.9)                    | 7.3 (45.1)                    | 11.5 (52.7)                   | 16.3 (61.3)                   | 19.2 (66.6)                   | 21.6 (70.9)                   | 20.9 (69.6)                   | 16.8 (62.2)                   | 12.3 (54.1)                   | 6.5 (43.7)                    | 3.5 (38.3)                    | 11.8 (53.2)                   |
| المتوسط اليومي °م (°ف)             | −0.3 (31.5)                   | 0.4 (32.7)                    | 3.9 (39.0)                    | 7.4 (45.3)                    | 12.0 (53.6)                   | 15.0 (59.0)                   | 17.2 (63.0)                   | 16.8 (62.2)                   | 13.1 (55.6)                   | 9.1 (48.4)                    | 3.7 (38.7)                    | 0.8 (33.4)                    | 8.3 (46.9)                    |
| متوسط درجة الحرارة الصغرى °م (°ف)  | −3.0 (26.6)                   | −2.5 (27.5)                   | 0.6 (33.1)                    | 3.5 (38.3)                    | 7.8 (46.0)                    | 11.0 (51.8)                   | 13.1 (55.6)                   | 13.0 (55.4)                   | 9.7 (49.5)                    | 6.2 (43.2)                    | 1.0 (33.8)                    | −1.9 (28.6)                   | 4.9 (40.8)                    |
| الهطول مم (إنش)                    | 59 (2.3)                      | 57 (2.2)                      | 84 (3.3)                      | 100 (3.9)                     | 143 (5.6)                     | 153 (6.0)                     | 172 (6.8)                     | 164 (6.5)                     | 135 (5.3)                     | 89 (3.5)                      | 88 (3.5)                      | 80 (3.1)                      | 1٬324 (52.1)                  |
| متوسط تساقط الثلوج سم (إنش)        | 39.0 (15.4)                   | 45.8 (18.0)                   | 34.8 (13.7)                   | 12.6 (5.0)                    | 0.7 (0.3)                     | 0.0 (0.0)                     | 0.0 (0.0)                     | 0.0 (0.0)                     | 0.1 (0.0)                     | 1.6 (0.6)                     | 23.6 (9.3)                    | 40.0 (15.7)                   | 198.2 (78.0)                  |
| متوسط أيام هطول الأمطار (≥ 1.0 mm) | 10.4                          | 9.1                           | 12.6                          | 11.8                          | 13.7                          | 13.8                          | 13.8                          | 12.9                          | 11.5                          | 9.8                           | 10.5                          | 11.5                          | 141.1                         |
| متوسط الأيام المثلجة (≥ 1.0 cm)    | 7                             | 6.6                           | 5.5                           | 2.1                           | 0.2                           | 0.0                           | 0.0                           | 0.0                           | 0.0                           | 0.3                           | 3.6                           | 6.5                           | 31.8                          |
| متوسط الرطوبة النسبية (%)          | 84.1                          | 81.7                          | 76.9                          | 75.5                          | 74.5                          | 75.4                          | 74.4                          | 78.1                          | 81.5                          | 83.8                          | 83.8                          | 85.5                          | 79.6                          |
| ساعات سطوع الشمس الشهرية           | 59                            | 79                            | 120                           | 152                           | 177                           | 184                           | 219                           | 199                           | 145                           | 100                           | 59                            | 43                            | 1٬535                         |
| نسبة وصول أشعة الشمس               | 28                            | 32                            | 35                            | 39                            | 40                            | 40                            | 48                            | 48                            | 41                            | 34                            | 26                            | 22                            | 38                            |
| المصدر: MeteoSwiss                 |                               |                               |                               |                               |                               |                               |                               |                               |                               |                               |                               |                               |                               |

## توأمة
لسانت غالن اتفاقيات توأمة مع:
- ليبيريتس

## أعلام
- بيير جبريل
- ألكسندر بينكو
- روث دريفيس
- غوستاف الرابع أدولف
- روبرت إيمدن
- ترانكيلو بارنيتا
- مارفين هيتز
- كورت فيليكس
- آرثر هوفمان
- ألكسندر بريوفيتش